# Ångest, ångest är min arvedel
"Ångest, ångest är min arvedel" är de inledande raderna i den första dikten i diktsamlingen Ångest, publicerad 1916 och skriven av Pär Lagerkvist. Samtliga dikter i samlingen saknar namn/titel och brukar därför hänvisas till med hjälp av deras inledande rader, till exempel de kända "Ångest, ångest är min arvedel" och "Min ångest är en risig skog".

## Bakgrund
Lagerkvist hade år 1913 publicerat manifestet Ordkonst och bildkonst som förtydligade och argumenterade för vad han menade att modern diktning borde handla om och sträva mot. Han vände sig mot det realistiska i den samtida litteraturen och vad han upplevde som dekadens. Dikterna i Ångest som kom ut tre år senare var hans egen konkretisering av manifestet. De saknade helt de traditionella dragen som exempelvis rim och deras bildspråk var helt nytt och ofta provocerande.
Det finns två äldre dikter som tjänat som bakgrund/kontrast till just "Ångest är min arvedel" och som i form och innehåll påverkat Lagerkvists utformning, nämligen Erik Axel Karlfeldts "Längtan heter min arvedel" från 1901 och Verner von Heidenstams "Sverige" från 1899.   
Karlfeldts dikt inleds med raderna:
Längtan heter min arvedel,
slottet i saknadens dalar.
Sakta ett underligt strängaspel 
tonar igenom dess salar.
Heidenstams dikt inleds:  
Sverige, Sverige, Sverige, fosterland,
vår längtans bygd, vårt hem på jorden!
Nu spela skällorna, där härar lysts av brand,
och dåd blev saga, men med hand vid hand
svär än ditt folk som förr de gamla trohetsorden.

Att jämföras med det första stycket i "Ångest är min arvedel":

Ångest, ångest är min arvedel,

min strupes sår,

mitt hjärtas skri i världen.

Nu styvnar löddrig sky

i nattens grova hand,

nu stiga skogarna

och stela höjder

så kargt mot himmelens

förkrympta valv.

Hur hårt är allt,

hur stelnat, svart och stilla!

Att Karlfeldts dikt finns i bakgrunden är tydligt genom de närmast identiska formuleringarna. I Lagerkvists dikt har strängaspel i slottssalar bytts ut mot skrik i dunkla rum. Att Lagerkvist även utgått från Heidenstams dikt brukar motiveras med att de har nästan identiskt rytm och ordval.        
I båda fallen så ses detta som Lagerkvists markering mot en äldre form av traditionellt diktande med rimmad form, traditionellt bildspråk och konservativt innehåll.

## Form och innehåll
Dikten är på 23 korta rader med 2-8 ord per rad, fördelade på fyra stycken och med sammanlagt 108 ord.   
Diktens innehåll består av ett opersonligt diktjag som till en oförstående/ointresserad omvärld skriker ut sin själsångest. Det är en klaustrofobisk situation där diktjaget är begränsat och omgärdat i en hård och mörk miljö. Genom dikten försöker diktjaget att ta sig ur situationen ("jag river...",  "Ack, mina naglar sliter jag från fingrarna...") utan att lyckas. I den avslutningen upprepas den inledande meningen som ett bevis på misslyckandet att bryta sig ur situationen. 

Dikten får en sammanhållen form med hjälp av anaforer (upprepningar i början på meningar och rader): 
Nu styvnar löddrig sky
nu stiga skogarna
Hur hårt är allt,
hur stelnat, svart och stilla!
Jag famlar kring i detta dunkla rum,
Jag känner klippans vassa kant mot mina fingrar,

## Språk och stil
Följande exempel på stilfigurer går att identifiera i dikten:
- Omkastning: I de första meningarna hade den förväntade kombinationen varit "hjärtas sår" och "strupes skri" men istället skapar Lagerkvist formerna "strupes sår" och "hjärtas skri".
- Stegring: I diktens inledning "stelnar" miljön för att senare övergå till "hårt" och "kallt". Det finns också en stegring från börjans "jag famlar" till "jag känner" och "jag river".
- Besjälning i form av att föremål gör levande:  "...mitt hjärtas skri i världen".
- Allitteration - upprepningar av stavelser i början av ord: "Hur hårt är allt, hur stelnat, svart och stilla".
- Utrop - betoningar av enskilda meningar: "...mot himlens svarta järn och mot den kalla jorden!"
- Metafor - bildspråksbeskrivningar: "molnens frusna trasor", "himlens svarta järn".[3]

## Expressionistiska drag i dikten
Utmärkande för expressionistisk lyrik är en fokusering på det allmänna istället för den enskilda upplevelsen. Detta ofta formulerat som anklagande utrop gentemot en oförstående omvärld/lyssnare. "Ångest är min arvedel" uppvisar tydligt alla dessa drag.